# Darrin Van Horn
Darrin Van Horn est un boxeur américain né le 7 septembre 1968 à Morgan City, Louisiane.

## Carrière
Passé professionnel en 1984, il devient champion du monde des super-welters IBF le 5 février 1989 aux dépens de Robert Hines mais s'incline aux points dès le combat suivant contre Gianfranco Rosi le 15 juillet 1989. Également battu lors du combat revanche, il parvient à relancer sa carrière dans la catégorie super-moyens en s'emparant de la ceinture IBF face à Lindell Holmes le 18 mai 1991. Van Horn met ensuite KO au second round John Jarvis puis perd contre Iran Barkley le 10 janvier 1992. Il met un terme à sa carrière en 1994 sur un bilan de 53 victoires et 3 défaites.